# Сумка, повна сердець
«Сумка, повна сердець» (рос. Сумка, полная сердец) — український радянський художній фільм 1964 року режисера Анатолія Буковського, екранізація однойменної повісті в новелах Володимира Федорова.

## Сюжет
Багато років розносить колгоспна листоноша Арина пошту односельчанам. Це село в одному кінці звуть «Чиста Криниця», в іншому «Чистий Колодязь». Живуть у ньому українці і росіяни. Розповіді Арини про людей цього села і своїх ровесниць складаються в повість, яка багато в чому нагадує їхні улюблені пісні.

## У ролях
- Лілія Дроздова —  Аріна Трохимівна, сільський листоноша
- Ольга Кусенко —  Ганна
- Софія Гіацинтова —  Анна Генріхівна Ементаль, вчителька, мати Луїзи Калашникової
- Олена Понсова —  Авдотья
- Валентина Владимирова —  Мотря
- Марія Кочур —  Катеринка
- Валентин Черняк —  Остап Лукаш, голова колгоспу
- Юрій Каюров —  Лешка Лиходеев, чоловік Марини
- Анатолій Вербицький
- Раїса Пироженко
- Наталія Наум —  Марина
- Михайло Пуговкін
- Ігор Пушкарьов
- Анатолій Соловйов
- Людмила Алфімова
- Ніна Антонова
- Сергій Калінін —  новий чоловік Авдотьи, епізод
- Олександр Толстих —  німецький офіцер в окулярах, за новорічним столом
- Людмила Татьянчук — Євгенія Леопольдівна, продавець

## Творча група
- Сценарій та текст пісень: Володимира Федорова
- Режисер-постановник: Анатолій Буковський
- Оператор-постановник: Валентина Тишковець
- Художник-постановник: Анатолій Мамонтов
- Художник-декоратор: Микола Терещенко
- Композитор: Олександр Білаш
- Звукооператор: Ю. Горецький
- Режисер монтажу: І. Карпенко
- Художник по костюмах: Н. Браун
- Оператор: М. Сергієнко
- Комбіновані зйомки: оператор — Олександр Пастухов, художник — Віктор Демінський
- Редактор: Михайло Ткач
- Симфонічний оркестр Українського радіо, диригент — Веніамін Тольба
- Вокал: Людмила Зикіна
- Директор картини: Н. Вайнтроб